# Banaue
Banaue (Bayan ng  Banaue) es un municipio filipino de cuarta categoría perteneciente a  la provincia de Ifugao en la Región Administrativa de La Cordillera, también denominada Región CAR.

## Geografía
Banaue se encuentra en la zona más septentrional de la isla de Luzón, en una región montañosa y lluviosa, con unas temperaturas notablemente menores que en la mayor parte de Filipinas. La montaña más alta del entorno es el monte Amuyao, que se eleva hasta los 2628 metros sobre el nivel del mar.

### Barangayes
Banaue se divide administrativamente en 18  barangayes o barrios, 17  de  carácter rural, y el restante, la Población,  urbano.
| - Amganad - Anaba - Bangaan - Batad - Bocos | - Banao - Cambulo - Ducligan - Gohang | - Kinakin - Población - Poitan - San Fernando | - Balawis - Ujah or Uhaj - Tam-an - View Point - Pula |

## Patrimonio de la Humanidad

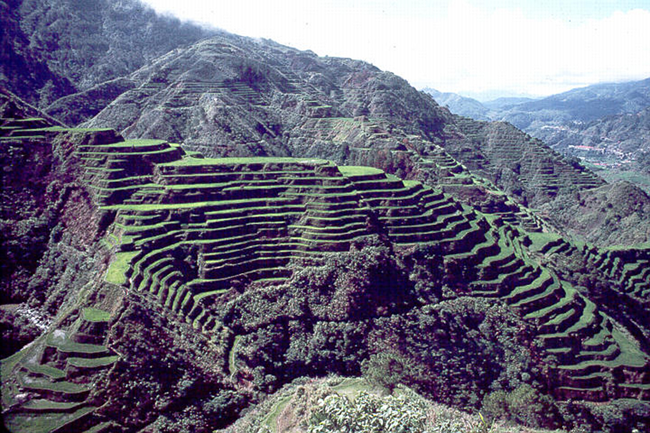
Arrozales en bancales de Banaue.

Los arrozales en bancales de Batad y  de Bangaan. (Arrozales en terrazas de las cordilleras de Filipinas) son Patrimonio de la Humanidad.